# 美九里村
美九里村（みくりむら）は群馬県の南西部、多野郡に属していた村。

## 地理
- 河川：神流川、笹川

## 歴史
- 1889年（明治22年）4月1日 - 町村制施行により、本郷村、根岸村、川除村、牛田村、神田村、矢場村、三本木村、保美村、高山村が合併し緑野郡美九里村が成立する。
- 1896年（明治29年）4月1日 - 郡統合（緑野郡、多胡郡、南甘楽郡の統合）により多野郡に属する。
- 1954年（昭和29年）4月1日 - 藤岡町、神流村、小野村、美土里村と合併し藤岡市を新設する。